# Blue Tattoo (canção)
Blue Tattoo é o primeiro compacto do álbum Blue Tattoo da banda estoniana Vanilla Ninja.

## Desempenho nas paradas musicais
| Parada                  | Melhor posição |
| ----------------------- | -------------- |
| Germany Singles Top 100 | 9              |
| Austria Singles Top 75  | 12             |
| Swiss Singles Top 100   | 22             |